# Halosaurus pectoralis
Halosaurus pectoralis är en fiskart som beskrevs av Mcculloch 1926. Halosaurus pectoralis ingår i släktet Halosaurus och familjen Halosauridae. Inga underarter finns listade i Catalogue of Life.